# Jurandir de Freitas
Jurandir de Freitas (Marília, 12 november 1940 – São Paulo, 6 maart 1996) was een Braziliaans voetballer, beter bekend als Jurandir.  

## Biografie
Jurandir begon zijn carrière bij een kleine club en ging in 1959 voor Corinthians spelen. Na een jaar bij São Bento ging hij tien jaar voor São Paulo spelen. In 1970 en 1971 won hij met de club het Campeonato Paulista. Na zijn vertrek speelde hij nog voor Marília en Operário.
Hij speelde 15 wedstrijden voor het nationale elftal en maakte deel uit van de selectie die wereldkampioen werd in 1962, al speelde hij daar geen enkele wedstrijd.
1 Gilmar ·
2 Djalma Santos ·
3 Mauro Ramos  ·
4 Zito ·
5 Zózimo ·
6 Nílton Santos ·
7 Garrincha ·
8 Didi ·
9 Coutinho ·
10 Pelé ·
11 Pepe ·
12 Jair Marinho ·
13 Bellini ·
14 Jurandir ·
15 Altair ·
16 Zequinha ·
17 Mengálvio ·
18 Jair ·
19 Vavá ·
20 Amarildo ·
21 Zagallo ·
22 Castilho ·
Coach: Moreira